# Bridelia macrocarpa
Bridelia macrocarpa är en emblikaväxtart som beskrevs av Airy Shaw. Bridelia macrocarpa ingår i släktet Bridelia och familjen emblikaväxter. Inga underarter finns listade i Catalogue of Life.